# Danh sách chi trong họ Hòa thảo

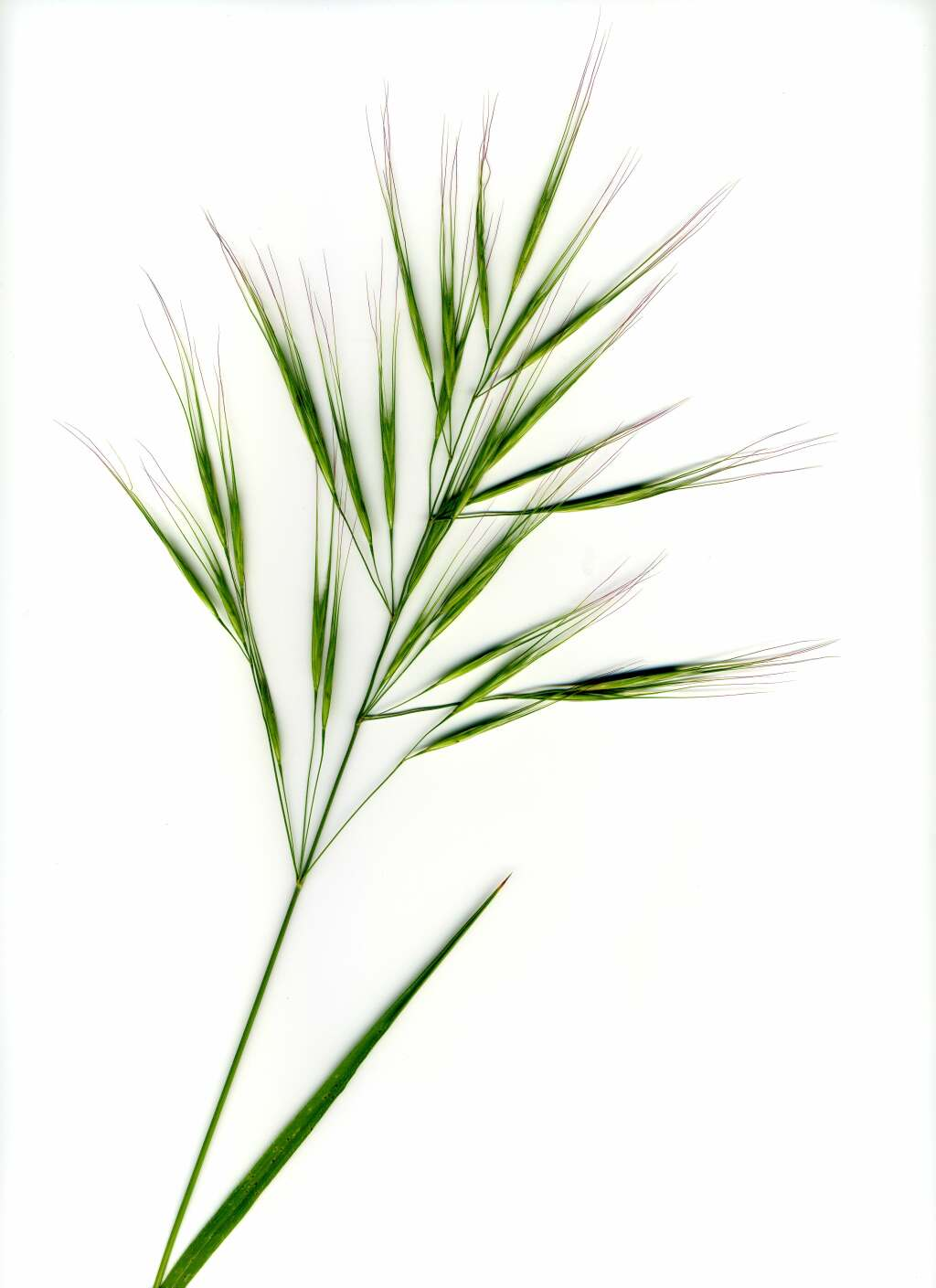
Cây Bromus sterilis có thân mảnh, lá dài và hẹp như lưỡi kiếm và hoa mọc thành từng chùm nhỏ trên một cuống chung, tạo nên hình dáng đặc trưng của họ nhà Cỏ.

Họ Hòa thảo hay họ Lúa hoặc họ Cỏ ("cỏ" thực thụ) là một họ thực vật một lá mầm (lớp Liliopsida), với danh pháp khoa học là Poaceae, còn được biết dưới danh pháp khác là Gramineae. Trong họ này có khoảng 12.000 loài và 800 chi khác nhau. Người ta ước tính rằng các đồng cỏ chiếm khoảng 20% toàn bộ thảm thực vật trên Trái Đất. Họ này là họ thực vật quan trọng nhất đối với toàn bộ nền kinh tế của loài người, bao gồm cả các bãi cỏ và cỏ cho gia súc cũng như là nguồn lương thực chủ yếu (ngũ cốc) cho toàn thế giới, hay các loại tre, trúc được sử dụng rộng rãi ở châu Á trong xây dựng.

## Chi
Hiện tại có 793 chi được công nhận:

### A
- Aakia J.R.Grande
- Achnatherum P.Beauv.
- Aciachne Benth.
- Acidosasa C.D.Chu & C.S.Chao
- Acostia Swallen
- Acrachne Wight & Arn. ex Chiov.
- Acritochaete Pilg.
- Acroceras Stapf.
- Acrospelion Besser
- Actinocladum McClure ex Soderstr.
- Adenochloa Zuloaga
- Aegilops L.
- × Aegilotriticum P.Fourn.

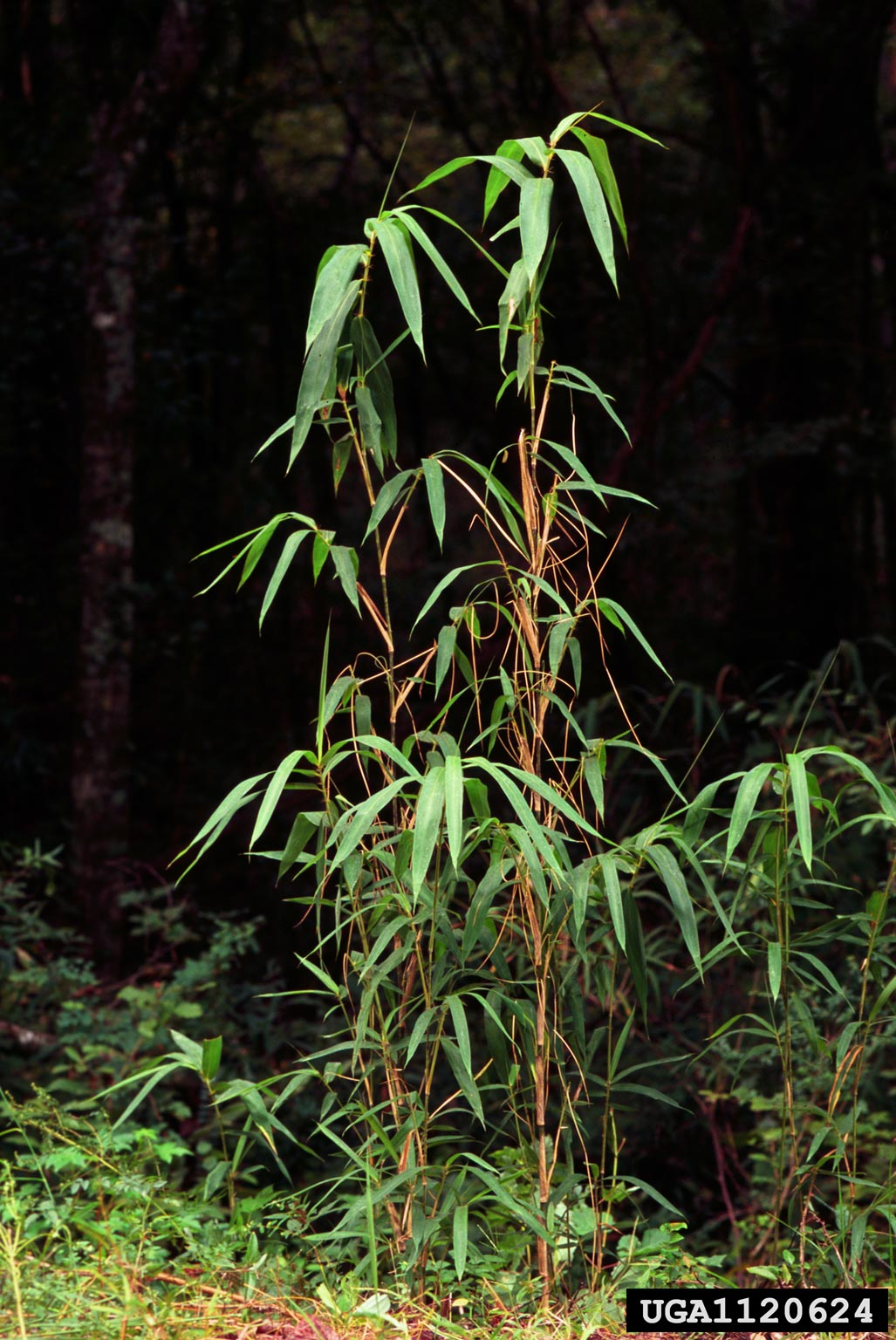
Arundinaria gigantea là một loài tre thân gỗ, sống ở vùng khí hậu ôn đới, thuộc phân họ Tre và tông Arundinarieae.

- Aegopogon Humb. & Bonpl. ex Willd. – synonym of Muhlenbergia
- Aeluropus Trin.
- Afrotrichloris Chiov.
- Agenium Nees
- Agnesia Zuloaga & Judz.
- × Agropogon P.Fourn.
- Agropyron Gaertn.
- Agropyropsis (Batt. & Trab.) A.Camus
- Agrostis L.
- Agrostopoa Davidse, Soreng & P.M.Peterson
- Agrostula P.M.Peterson, Romasch., Soreng & Sylvester
- Aira L.
- Airopsis Desv.
- Alexfloydia B.K.Simon
- Alloeochaete C.E.Hubb.
- Allolepis Soderstr. & H.F.Decker
- Alloteropsis J.Presl.
- Alopecurus L.
- Alpagrostis P.M.Peterson, Romasch., Soreng & Sylvester
- Altoparadisium Filg., Davidse, Zuloaga & Morrone
- Alvimia C.E.Calderón ex Soderstr. & Londoño
- Amelichloa Arriaga & Barkworth
- Ammochloa Boiss.
- Ammophila Host – synonym of Calamagrostis
- Ampelodesmos Link
- Amphibromus Nees
- Amphicarpum Kunth
- Amphipogon R.Br.
- Anadelphia Hack.
- Ancistrachne S.T.Blake
- Ancistragrostis S.T.Blake
- Andropogon L.
- Andropterum Stapf
- Anemanthele Veldkamp
- Aniselytron Merr.
- Anisopogon R.Br.
- Annamocalamus H.N.Nguyen, N.H.Xia & V.T.Tran
- Anomochloa Brongn.
- Anthaenantiopsis Mez ex Pilg.
- Anthaenantia P.Beauv.
- Anthephora Schreb.
- Anthosachne Steud.
- Anthoxanthum L.
- Antinoria Parl.
- Apera Adans.
- Apluda L.
- Apochiton C.E.Hubb. – synonym of Coelachyrum
- Apochloa Zuloaga & Morrone
- Apoclada McClure
- Apocopis Nees
- Arberella Soderstr. & C.E.Calderón
- Arctagrostis Griseb.
- × Arctodupontia Tzvelev
- Arctohyalopoa Röser & Tkach
- Arctophila (Rupr.) Andersson – synonym of Dupontia
- Arctopoa (Griseb.) Prob.
- Aristida L.
- Arrhenatherum P.Beauv.
- Arthragrostis Lazarides – synonym of Panicum
- Arthraxon P.Beauv.
- Arthropogon Nees
- Arthrostylidium Rupr.
- Arundinaria Michx.
- Arundinella Raddi
- Arundo L.
- Arundoclaytonia Davidse & R.P.Ellis
- Asthenochloa Buse
- Astrebla F.Muell.
- Athroostachys Benth.
- Atractantha McClure
- Aulonemia Goudot
- Aulonemiella L.G.Clark, Londoño, C.D.Tyrrell & Judz.
- Australopyrum (Tzvelev) Á.Löve
- Austrochloris Lazarides
- Austroderia N.P.Barker & H.P.Linder
- Austrofestuca (Tzvelev) E.B.Alexeev – synonym of Poa
- Austrostipa S.W.L.Jacobs & J.Everett
- Avellinia Parl.
- Avena L.
- Avenella Bluff ex Drejer
- Avenula (Dumort.) Dumort.
- Axonopus P.Beauv.

### B
- Bambusa Schreb.
- Baptorhachis Clayton & Renvoize
- Barkworthia Romasch., P.M.Peterson & Soreng
- Bashania Keng f. & T.P.Yi
- Beckmannia Host
- Bellardiochloa Chiov.
- Bewsia Gooss.
- Bhidea Stapf ex Bor
- Blepharidachne Hack.
- Blepharoneuron Nash – synonym of Muhlenbergia
- Boldrinia L.N.Silva
- Bonia Balansa
- Borinda Stapleton
- Bothriochloa Kuntze
- Bouteloua Lag.
- Brachiaria (Trin.) Griseb. – synonym of Urochloa
- Brachyachne (Benth.) Stapf – synonym of Cynodon
- Brachychloa S.M.Phillips
- Brachyelytrum P.Beauv.
- Brachypodium P.Beauv.
- Brachystachyum Keng
- Brasilochloa R.P.Oliveira & L.G.Clark
- Briza L.
- Bromuniola Stapf & C.E.Hubb.
- Bromus L.
- Brylkinia F.Schmidt
- Buergersiochloa Pilg.

### C
- Calamagrostis Adans.
- Calamovilfa (A.Gray) Hack. ex Scribn. & Southw.
- Calderonella Soderstr. & H.F.Decker – synonym of Zeugites
- Calyptochloa C.E.Hubb.
- Cambajuva P.L.Viana, L.G.Clark & Filg.
- Campeiostachys Drobow
- Canastra Morrone, Zuloaga, Davidse & Filg.
- Capeochloa H.P.Linder & N.P.Barker
- Capillipedium Stapf
- Castellia Tineo
- Catabrosa P.Beauv.
- Catabrosella (Tzvelev) Tzvelev
- Catalepis Stapf & Stent
- × Catanellia L.J.Gillespie & Soreng
- Catapodium Link
- Cathariostachys S.Dransf.
- Cathestecum J.Presl – synonym of Bouteloua
- Celtica F.M.Vázquez & Barkworth
- Cenchrus L.
- Centotheca Desv.
- Centrochloa Swallen – synonym of Axonopus
- Centropodia Rchb.
- Cephalostachyum Munro
- Chaetium Nees
- Chaetobromus Nees
- Chaetopoa C.E.Hubb.
- Chaetopogon Janch. – synonym of Agrostis
- Chamaeraphis R.Br.
- Chandrasekharania V.J.Nair, V.S.Ramach. & Sreek.
- Chascolytrum Desv.
- Chasechloa A.Camus
- Chasmanthium Link
- Chasmopodium Stapf
- Chevalierella A.Camus
- Chikusichloa Koidz.
- Chimonobambusa Makino
- Chimonocalamus Hsueh f. & T.P.Yi
- Chionachne R.Br. – synonym of Polytoca
- Chionochloa Zotov
- Chloothamnus Buse
- Chloris Sw.
- Chlorocalymma Clayton
- Chrysochloa Swallen
- Chrysopogon Trin.
- Chusquea Kunth
- Cinna L.
- Cladoraphis Franch.
- Clausospicula Lazarides
- Cleistachne Benth.
- Cleistochloa C.E.Hubb.
- Cleistogenes Keng
- Cliffordiochloa
- Cnidochloa Zuloaga
- Cochinchinochloa H.N.Nguyen & V.T.Tran
- Cockaynea Zotov – synonym of × Elyhordeum
- Coelachne R.Br.
- Coelachyrum Hochst. & Nees
- Coelorachis Brongn. – synonym of Rottboellia
- Coix L.
- Colanthelia McClure & E.W.Sm.
- Coleanthus Seidel ex Roem. & Schult.
- Coleataenia Griseb.
- Colpodium Trin.
- Condilorachia P.M.Peterson, Romasch. & Soreng
- Cornucopiae L. – synonym of Alopecurus
- Cortaderia Stapf
- Corynephorus P.Beauv.
- Cottea Kunth
- Craspedorhachis Benth.
- Crinipes Hochst.
- Crithopsis Jaub. & Spach
- Crypsis Aiton – symptom of Sporobolus
- Cryptochloa Swallen
- Ctenium Panz.
- Cutandia Willk.
- Cyathopus Stapf
- Cymbopogon Spreng.
- × Cynochloris Clifford & Everist
- Cynodon Rich.
- Cynosurus L.
- Cyperochloa Lazarides & L.Watson
- Cyphochlaena Hack.
- Cyrtochloa S.Dransf.
- Cyrtococcum Stapf

### D
- Dactylis L.
- Dactyloctenium Willd.
- Daknopholis Clayton
- Dallwatsonia B.K.Simon – synonym of Hymenachne
- Danthonia DC.
- Danthoniastrum (Holub) Holub
- Danthonidium C.E.Hubb.
- Danthoniopsis Stapf
- Dasyochloa Willd. ex Rydb. – synonym of Munroa
- Dasypoa Pilg. – synonym of Poa
- Dasypyrum (Coss. & Durieu) T.Durand
- Davidsea Soderstr. & R.P.Ellis
- Decaryella A.Camus
- Decaryochloa A.Camus
- Dendrocalamus Nees
- Deschampsia P.Beauv.
- Desmazeria Dumort.
- Desmostachya (Stapf) Stapf
- Diandrolyra Stapf
- Diarrhena P.Beauv.
- Dichaetaria Nees ex Steud.
- Dichanthelium (Hitchc. & Chase) Gould
- Dichanthium Willemet
- Dichelachne Engl. – synonym of Dichelachne
- Didymogonyx (L.G.Clark & Londoño) C.D.Tyrrell, L.G.Clark & Londoño
- Diectomis Kunth
- Dielsiochloa Pilg. – synonym of Festuca
- Digitaria Haller
- Dignathia Stapf
- Diheteropogon Stapf
- Dilophotriche (C.E.Hubb.) Jacq.-Fél.
- Dimeria R.Br.
- Dimorphochloa S.T.Blake
- Dinebra Jacq.
- Dinochloa Buse
- Diplachne P.Beauv.
- Diplopogon R.Br. – synonym of Amphipogon
- Disakisperma Steud.
- Dissanthelium Trin. – synonym of Poa
- Dissochondrus (Hillebr.) Kuntze
- Distichlis Raf.
- Dregeochloa Conert
- Drepanostachyum Keng f.
- Dryopoa Vickery
- × Dupoa J.Cay. & Darbysh.
- Dupontia R.Br.
- Duthiea Hack. ex Procop.

### E
- Eccoptocarpha Launert
- Echinaria Desf.
- Echinochloa P.Beauv.
- Echinolaena Desv.
- Echinopogon P.Beauv.
- Ectrosia R.Br. - synonym of Eragrostis
- Ehrharta Thunb.
- Ekmanochloa Hitchc.
- Eleusine Gaertn.
- Elionurus Humb. & Bonpl. ex Willd.
- Ellisochloa P.M.Peterson & N.P.Barker
- × Elyhordeum Mansf.
- × Elyleymus B.R.Baum
- Elymandra Stapf
- × Elymostachys Tzvelev
- Elymus Bản mẫu:L.
- Elytrigia Desv. – synonym of Elymus
- Elytrophorus P.Beauv.
- Elytrostachys McClure
- Enneapogon Desv. ex P.Beauv.
- Enteropogon Nees
- Entolasia Stapf
- Entoplocamia Stapf
- Eragrostiella Bor
- Eragrostis Wolf
- Eremitis Döll
- Eremocaulon Soderstr. & Londoño
- Eremochloa Buse
- Eremopyrum (Ledeb.) Jaub. & Spach
- Eriachne R.Br.
- Erianthecium Parodi
- Erianthus Michx.
- Eriochloa Kunth
- Eriochrysis P.Beauv.
- Eriocoma Nutt.
- Erioneuron Nash
- × Eriosella Romasch.
- Euclasta Franch.
- Eulalia Kunth
- Eulaliopsis Honda
- Eustachys Desv.
- Exotheca Andersson

### F
- Fargesia Franch.
- Farrago Clayton
- Ferrocalamus Hsueh & Keng f.
- Festuca Tourn. ex L.
- Festucopsis (C.E.Hubb.) Melderis
- × Festulolium Asch. & Graebn.
- × Festulpia Melderis ex Stace & R.Cotton
- Filgueirasia Guala
- Fimbribambusa Widjaja
- Fingerhuthia Lehm.
- Froesiochloa G.A.Black

### G
- Garnotia Brongn.
- Gastridium P.Beauv.
- Gaudinia P.Beauv.
- Gaudinopsis
- Gelidocalamus T.H.Wen
- Geochloa H.P.Linder & N.P.Barker
- Germainia Balansa & Poitr.
- Gerritea Zuloaga, Morrone & Killeen
- × Gigantocalamus K.M.Wong
- Gigantochloa Kurz ex Munro
- Gilgiochloa Pilg.
- Glaziophyton Franch.
- Glyceria R.Br.
- Glyphochloa Clayton
- Gouinia E.Fourn. ex Benth. & Hook.f.
- Graphephorum Desv.
- Greeneochloa P.M.Peterson, Soreng, Romasch. & Barberá
- Greslania Balansa
- Guadua Kunth
- Guaduella Franch.
- Gymnopogon P.Beauv.
- Gynerium Willd. ex P.Beauv.

### H
- Habrochloa C.E.Hubb.
- Hackelochloa Kuntze
- Hainardia Greuter – synonym of Parapholis
- Hakonechloa Makino ex Honda
- Halopyrum Stapf
- Harpachne Hochst. ex A.Rich.
- Harpochloa Kunth
- Helictochloa Romero Zarco
- Helictotrichon Besser
- Hemarthria R.Br.
- Hemisorghum C.E.Hubb.
- Henrardia C.E.Hubb.
- Hesperostipa (Elias) Barkworth
- Heterachne Benth. – synonym of Eragrostis
- Heteranthelium Hochst. ex Jaub. & Spach
- Heteranthoecia Stapf
- Heteropholis C.E.Hubb.
- Heteropogon Pers.
- Hickelia A.Camus
- Hierochloe R.Br. – synonym of Anthoxanthum
- Hilaria Kunth
- Hitchcockella A.Camus
- Holcolemma Stapf & C.E.Hubb.
- Holcus L.
- Holttumochloa K.M.Wong
- Homolepis Chase
- Homopholis C.E.Hubb.
- Homozeugos Stapf
- Hookerochloa E.B.Alexeev
- Hopia Zuloaga & Morrone
- Hordelymus (Jess.) Harz
- Hordeum L.
- Hsuehochloa D.Z.Li & Y.X.Zhang
- Hubbardia Bor
- Hubbardochloa Auquier
- Humbertochloa A.Camus & Stapf
- Hyalopoa (Tzvelev) Tzvelev
- Hydrochloa Lazarides
- Hydrothauma C.E.Hubb.
- Hygrochloa Lazarides
- Hygroryza Nees
- Hylebates Chippind.
- Hymenachne P.Beauv.
- Hyparrhenia Andersson ex E.Fourn.
- Hyperthelia Clayton
- Hypseochloa C.E.Hubb.

### I
- Ichnanthus P.Beauv.
- Imperata Cirillo
- Indocalamus Nakai
- Indopoa Bor
- Indosasa McClure
- Isachne R.Br.
- Ischaemum L.
- Iseilema Andersson
- Ixophorus Schltdl.

### J
- Jansenella Bor
- Jarava Ruiz & Pav.
- Jouvea E.Fourn.

### K
- Kalinia H.L.Bell & Columbus
- Kampochloa Clayton
- Kaokochloa De Winter
- Kellochloa Lizarazu, Nicola & Scataglini
- Kengyilia C.Yen & J.L.Yang
- Keratochlaena Morrone & Zuloaga
- Kerriochloa C.E.Hubb.
- Khoonmengia N.H.Xia, Y.H.Tong & X.R.Zheng
- Kinabaluchloa K.M.Wong
- Koeleria Pers.
- Koordersiochloa Merr.
- Kuruna Attigala, Kaththr. & L.G.Clark

### L
- Lachnagrostis Trin.
- Laegaardia P.M.Peterson, Soreng, Romasch. & Barberá
- Lagurus L.
- Lamarckia Moench
- Laobambos Haev., Lamxay & D.Z.Li
- Lasiacis (Griseb.) Hitchc.
- Lasiorhachis (Hack.) Stapf
- Lasiurus Boiss.
- Lecomtella A.Camus
- Leersia Sw.
- Leptagrostis C.E.Hubb.
- Leptaspis R.Br.
- Leptocarydion Hochst. ex Stapf
- Leptochloa P.Beauv.
- Leptothrium Kunth
- Lepturidium Hitchc. & Ekman
- Lepturopetium Morat
- Lepturus R.Br.
- Leucophrys Rendle – synonym of Urochloa
- × Leydeum Barkworth
- × Leymostachys Tzvelev
- Leymus Hochst.
- Limnas Trin.
- Limnodea L.H.Dewey
- Limnopoa C.E.Hubb.
- Lindbergella Bor – synonym of Poa
- Lintonia Stapf – synonym of Chloris
- Lithachne P.Beauv.
- Littledalea Hemsl.
- Loliolum V.I.Krecz. & Bobrov – synonym of Festuca
- Lolium L.
- Lombardochloa Roseng. & B.R.Arrill.
- Lophacme Stapf.
- Lophatherum Brongn.
- Lopholepis Decne. – synonym of Perotis
- Lophopogon Hack.
- Lorenzochloa Reeder & C.Reeder
- Loudetia Hochst. ex Steud.
- Loudetiopsis Conert
- Louisiella C.E.Hubb. & J.Léonard
- Loxodera Launert
- Luziola Juss.
- Lycochloa Sam.
- Lycurus Kunth – synonym of Muhlenbergia
- Lygeum Loefl. ex L.

### M
- Maclurochloa K.M.Wong
- Maclurolyra C.E.Calderón ex Soderstr.
- Macrochloa Kunth
- Maltebrunia Kunth
- Manisuris L.
- Mayariochloa Salariato, Morrone & Zuloaga
- Megalachne Steud.
- Megaloprotachne C.E.Hubb.
- Megastachya P. Beauv.
- Megathyrsus (Pilg.) B.K.Simon & S.W.L.Jacobs
- Melanocenchris Nees
- Melica L.
- Melinis P.Beauv.
- Melocalamus Benth.
- Melocanna Trin.
- Merostachys Spreng.
- Merxmuellera Conert
- Mesosetum Steud.
- Metcalfia Conert
- Mibora Adans.
- Micrachne P.M.Peterson, Romasch. & Y.Herrera
- Micraira F.Muell.
- Microbriza Parodi ex Nicora & Rúgolo
- Microcalamus Franch.
- Microchloa R.Br.
- Microlaena R.Br.
- Micropyropsis Romero Zarco & Cabezudo – synonym of Lolium
- Micropyrum (Gaudin) Link – synonym of Festuca
- Microstegium Nees
- Milium L.
- Miscanthidium Stapf.
- Miscanthus Andersson
- Mnesithea Kunth
- Mniochloa Chase
- Molineriella Rouy
- Molinia Schrank
- Moliniopsis Hayata
- Monachather Steud.
- Monelytrum Hack.
- Monocymbium Stapf
- Moorochloa Veldkamp
- Morronea Zuloaga & Scataglini
- Mosdenia Stent
- Muhlenbergia Schreb.
- Mullerochloa K.M.Wong
- Munroa Torr.
- Myriocladus Swallen
- Myriostachya (Benth.) Hook.f.

### N
- Nanooravia Kiran Raj & Sivad.
- Narduroides Rouy – synonym of Festuca
- Nardus L.
- Narenga Bor
- Nassella (Trin.) É.Desv.
- Nastus Juss.
- Neesiochloa Pilg.
- Nematopoa C.E.Hubb.
- Neobouteloua Gould
- Neohouzeaua A.Camus – synonym of Schizostachyum
- Neololeba Widjaja
- Neomicrocalamus Keng f.
- Neostapfia Burtt Davy
- Neostapfiella A.Camus
- Neotrinia (Tzvelev) M.Nobis, P.D.Gudkova & A.Nowak
- Nephelochloa Boiss.
- Neurachne R.Br.
- Neyraudia Hook.f.
- Nianhochloa H.N.Nguyen & V.T.Tran
- Nicoraepoa Soreng & L.J.Gillespie
- Notochloe Domin

### O
- Ocellochloa Zuloaga & Morrone
- Ochlandra Thwaites
- Ochthochloa Edgew. – synonym of Chloris
- Odyssea Stapf
- Oedochloa C.Silva & R.P.Oliveira
- Oldeania Stapleton
- Oligostachyum Z.P.Wang & G.H.Ye
- Olmeca Soderstr.
- Olyra L.
- Ophiochloa Filg. – synonym of Axonopus
- Ophiuros C.F.Gaertn.
- Oplismenopsis Parodi
- Oplismenus P.Beauv.
- Orcuttia Vasey
- Oreobambos K.Schum.
- Oreochloa Link
- Oreopoa H.Scholz & Parolly
- Orinus Hitchc.
- Oropetium Trin.
- Ortachne Nees ex Steud.
- Orthacanthus P.M.Peterson & Romasch.
- Orthoclada P.Beauv.
- Oryza L.
- Oryzidium C.E.Hubbard & Schweick.
- Oryzopsis Michx.
- Osvaldoa J.R.Grande
- Otachyrium Nees
- Otatea (McClure & E.W.Sm.) C.E.Calderón ex Soderstr.
- Ottochloa Dandy
- Oxychloris Lazarides
- Oxyrhachis Pilg.
- Oxytenanthera Munro

### P
- Panicum L.
- Pappagrostis Roshev.
- Pappophorum Schreb.
- Pappostipa (Speg.) Romasch., P.M.Peterson & Soreng
- Parabambusa Widjaja
- Paracolpodium (Tzvelev) Tzvelev
- Paractaenum P.Beauv.
- Parafestuca E.B.Alexeev
- Parahyparrhenia A.Camus
- Paramochloa P.M.Peterson, Soreng, Romasch. & Barberá
- Paraneurachne
- Parapholis C.E.Hubb.
- Paratheria Griseb.
- Parectenium
- Pariana Aubl.
- Parianella Hollowell, F.M.Ferreira & R.P.Oliveira
- Parodiolyra Soderstr. & Zuloaga
- Parodiophyllochloa Zuloaga & Morrone
- Parvotrisetum Chrtek
- Pascopyrum Á.Löve
- Paspalidium Stapf – synonym of Setaria
- Paspalum L.
- Patis Ohwi
- Patzkea G.H.Loos
- Pennisetum Rich. – synonym of Cenchrus
- Pentameris (including Pentaschistis) P.Beauv.
- Pentapogon R.Br.
- Pereilema J.Presl. – synonym of Muhlenbergia
- Periballia Trin.
- Peridictyon Seberg, Fred. & Baden
- Perotis Aiton
- Perrierbambus A.Camus
- Peyritschia E.Fourn.
- Phacelurus Griseb.
- Phaenanthoecium C.E.Hubb.
- Phaenosperma Munro ex Benth.
- Phalaris L.
- Pharus P.Browne
- Pheidochloa S.T.Blake
- Phippsia (Trin.) R.Br.
- Phleum L.
- Pholiurus Trin.
- Phragmites Adans.
- Phuphanochloa Sungkaew & Teerawat.
- Phyllorachis Trimen
- × Phyllosasa Demoly
- Phyllostachys Siebold & Zucc.
- Pinga Widjaja
- Piptatheropsis Romasch., P.M.Peterson & Soreng
- Piptatherum P.Beauv.
- Piptochaetium J.Presl.
- Piptophyllum C.E.Hubb.
- Piresia Swallen
- Piresiella Judz., Zuloaga & Morrone
- Plagiantha Renvoize
- Plagiosetum Benth.
- Pleioblastus Nakai
- Pleuropogon R.Br.
- Plinthanthesis Steud.
- Poa L.
- Podagrostis (Griseb.) Scribn. & Merr.
- Podophorus Phil. - synonym of Poa
- Poecilostachys Hack.
- Pogonachne Bor
- Pogonarthria Stapf
- Pogonatherum P.Beauv.
- Pogonochloa C.E.Hubb.
- Pogononeura Napper
- Pohlidium Davidse, Soderstr. & R.P.Ellis
- Poidium Nees
- Polevansia De Winter
- Polypogon Desf.
- Polytoca R.Br.
- Polytrias Hack.
- Pommereulla Naezén
- Porteresia Tateoka – synonym of Oryza
- Potamophila R.Br.
- Pratochloa Hardion
- Prosphytochloa Schweick.
- Psammagrostis C.A.Gardner & C.E.Hubb. – synonym of Eragrostis
- Psammochloa Hitchc.
- Psathyrostachys Nevski ex Roshev.
- Pseudanthistiria (Hack.) Hook.f.
- Pseudechinolaena Stapf
- Pseudobambusa T.Q.Nguyen
- Pseudobromus K.Schum.
- Pseudodanthonia Bor & C.E.Hubb.
- Pseudodichanthium Bor
- Pseudopentameris Conert
- Pseudophleum Dogan
- Pseudopogonatherum A.Camus
- Pseudoraphis Griff. ex Pilg.
- Pseudoroegneria (Nevski) Á.Löve
- Pseudosasa Makino ex Nakai
- Pseudosorghum A.Camus
- Pseudostachyum Munro
- Pseudoxytenanthera Soderstr. & R.P.Ellis
- Pseudozoysia Chiov.
- Psilathera Link
- Psilolemma S.M.Phillips
- Psilurus Trin. – synonym of Festuca
- Ptilagrostiella Romasch., P.M.Peterson & Soreng
- Ptilagrostis Griseb.
- Puccinellia Parl.
- × Pucciphippsia Tzvelev
- Puelia Franch.

### R
- Racemobambos Holttum
- Raddia Bertol.
- Raddiella Swallen
- Ratzeburgia Kunth
- Ravenochloa D.Z.Li & Y.X.Zhang
- Redfieldia Vasey – synonym of Muhlenbergia
- Rehia Fijten
- Reimarochloa Hitchc. – synonym of Paspalum
- Reitzia Swallen
- Relchela Steud.
- Renvoizea Zuloaga & Morrone
- Reynaudia Kunth
- Rhipidocladum McClure
- Rhizocephalus Boiss.
- Rhomboelytrum Link
- Rhynchoryza Baill.
- Rhytachne Desv.
- Richardsiella Elffers & Kenn.-O'Byrne
- Rosengurttia L.N.Silva
- Rostraria Trin.
- Rottboellia L.f.
- Rytidosperma Steud.

### S
- Saccharum L.
- Sacciolepis Nash
- Sarga Ewart
- Sarocalamus Stapleton
- Sartidia De Winter
- Sasa Makino & Shibata
- Sasaella Makino
- Sasamorpha Nakai
- Saugetia Hitchc. & Chase – synonym of Tetrapogon
- Saxipoa Soreng, L.J.Gillespie & S.W.L.Jacobs
- Schenckochloa J.J.Ortíz
- Schismus P.Beauv.
- Schizachne Hack.
- Schizachyrium Nees
- Schizostachyum Nees
- Schmidiella Veldkamp
- Schmidtia Steud. ex J.A.Schmidt
- Schoenefeldia Kunth
- Schoenefeldiella P.M.Peterson
- Sclerochloa P.Beauv.
- Sclerodactylon Stapf
- Scleropogon Phil.
- Scolochloa Link
- Scribneria Hack. – synonym of Deschampsia
- Scrotochloa Judz.
- Scutachne Hitchc. & Chase
- Secale L.
- Sehima Forssk.
- Semiarundinaria Makino ex Nakai
- Sesleria Scop.
- Sesleriella Deyl
- Setaria P.Beauv.
- Setariopsis Scribn. ex Millsp.
- Shibataea Makino ex Nakai
- Sibirotrisetum Barberá, Soreng, Romasch., Quintanar & P.M.Peterson
- Silentvalleya V.J.Nair, Sreek., Vajr. & Bhargavan
- Simonachne E.J.Thomps.
- Simplicia Kirk
- Sinobambusa Makino ex Nakai
- Sinochasea Keng
- Sinosasa L.C.Chia ex N.H.Xia, Q.M.Qin & Y.H.Tong
- Sirochloa S.Dransf.
- Snowdenia C.E.Hubb.
- Soejatmia K.M.Wong
- Sohnsia Airy Shaw
- Sokinochloa S.Dransf.
- Sorghastrum Nash
- Sorghum Moench
- Spartina Schreb. – synonym of Sporobolus
- Spartochloa C.E.Hubb.
- Spathia Ewart
- Sphaerobambos S.Dransf.
- Sphaerocaryum Nees ex Hook.f.
- Spheneria Kuhlm.
- Sphenopholis Scribn.
- Sphenopus Trin.
- Spinifex L.
- Spodiopogon Trin.
- Sporobolus R.Br.
- Stapfochloa H.Scholz
- Stapletonia P.Singh, S.S.Dash & P.Kumari
- Steinchisma Raf.
- Steirachne Ekman
- Stenostachys Turcz.
- Stenotaphrum Trin.
- Stephanachne Keng
- Stephostachys Zuloaga & Morrone
- Stereochlaena Hack
- Steyermarkochloa Davidse & R.P.Ellis
- Stiburus Stapf
- Stipa L.
- Stipagrostis Nees
- Stipellula Röser & Hamasha
- Stolonochloa E.J.Thomps.
- Streptochaeta Schrad. ex Nees
- Streptogyna P.Beauv.
- Streptolophus Hughes
- Streptostachys Desv.
- Styppeiochloa De Winter
- Sucrea Soderstr. – synonym of Raddia
- Suddia Renvoize
- Swallenia Soderstr. & H.F.Decker
- Sylvipoa Soreng, L.J.Gillespie & S.W.L.Jacobs
- Symplectrodia Lazarides – synonym of Triodia

### T
- Taeniatherum Nevski
- Taeniorhachis Cope
- Taquara I.L.C.Oliveira & R.P.Oliveira
- Tarigidia Stent
- Tatianyx Zuloaga & Soderstr.
- Teinostachyum
- Temburongia S.Dransf. & K.M.Wong
- Temochloa S.Dransf.
- Tenaxia N.P.Barker & H.P.Linder
- Tetrachaete Chiov. ex P.R.Pirotta
- Tetrachne Nees
- Tetrapogon Desf.
- Tetrarrhena R.Br.
- Thamnocalamus Munro
- Thaumastochloa C.E.Hubb.
- Thelepogon Roth
- Thellungia
- Themeda Forssk.
- × Thinoelymus Banfi
- Thinopyrum Á.Löve
- Thorneochloa Romasch., P.M.Peterson & Soreng
- Thrasya Kunth – synonym of Paspalum
- Thuarea Pers.
- Thyridachne C.E.Hubb.
- Thyridolepis S.T.Blake
- Thyrsia Stapf
- × Thyrsocalamus Sungkaew & W.L.Goh
- Thyrsostachys Gamble
- Thysanolaena Nees
- Tibisia C.D.Tyrrell, Londoño & L.G.Clark
- Timouria Roshev.
- Tongpeia Stapleton
- Torreyochloa Church
- Trachypogon Nees
- Trachys Pers.
- Tragus Haller
- Tribolium Desv.
- Tricholaena Schrad.
- Tricholemma (Röser) Röser
- Trichoneura Andersson
- Trichopteryx Nees
- Tridens Roem. & Schult.
- Tridentopsis P.M.Peterson
- Trigonochloa P.M.Peterson & N.Snow
- Trikeraia Bor
- Trilobachne Schenck ex Henrard
- Triniochloa Hitchc.
- Triodia R.Br.
- Tripidium H.Scholz
- Triplachne Link
- Triplasiella P.M.Peterson & Romasch.
- Triplasis P.Beauv.
- Triplopogon Bor
- Tripogon Roem. & Schult.
- Tripogonella P.M.Peterson & Romasch.
- Tripsacum L.
- Triraphis R.Br.
- Triscenia Griseb.
- Trisetaria Forssk.
- Trisetopsis Röser & A.Wölk
- × Trisetopsotrichon Röser & A.Wölk
- Trisetum Pers.
- Tristachya Nees.
- Triticum L.
- Tuctoria Reeder
- Tzveleviochloa Röser & A.Wölk

### U
- Uniola L.
- Uranthoecium Stapf
- Urelytrum Hack.
- Urochloa P.Beauv.
- Urochondra C.E.Hubb.

### V
- Vahlodea Fr.
- Valiha S.Dransf.
- Vaseyochloa Hitchc.
- Veldkampia Ibaragi & Shiro Kobay.
- Ventenata Koeler
- Vietnamochloa Veldkamp & R.Nowack
- Vietnamosasa T.Q.Nguyen
- Viguierella A.Camus
- Vossia Wall. & Griff.
- Vulpia C.C.Gmel. – synonym of Festuca
- Vulpiella (Batt. & Trab.) Burollet

### W
- Walwhalleya Wills & J.J.Bruhl
- Wangenheimia Moench
- Whiteochloa C.E.Hubb.
- Widjajachloa K.M.Wong & S.Dransf.
- Willkommia Hack.

### X, Y
- Xerochloa R.Br.
- Yersinochloa H.N.Nguyen & V.T.Tran
- Yakirra Lazarides & R.D.Webster – synonym of Panicum
- Yushania Keng f.
- Yvesia A.Camus

### Z
- Zaqiqah P.M.Peterson & Romasch.
- Zea L.
- Zenkeria Trin.
- Zeugites P.Browne
- Zingeria P.A.Smirn. – synonym of Colpodium
- Zizania L.
- Zizaniopsis Döll & Asch.
- Zonotriche (C.E.Hubb.) J.B.Phipps
- Zotovia Edgar & Connor
- Zoysia Willd.
- Zuloagaea Bess
- Zygochloa S.T.Blake